# Jerome Edward Listecki
Jerome Edward Listecki, JUDr (nascido em 12 de março de 1949) é um prelado americano da Igreja Católica Romana que serve como arcebispo da Arquidiocese de Milwaukee, Wisconsin, desde 2010.
Anteriormente, o arcebispo Listecki serviu como bispo auxiliar da Arquidiocese de Chicago (2001–2004) e como bispo da Diocese de La Crosse (2004–2009).

## Biografia

### Juventude
Jerome Listecki nasceu em Chicago e foi criado na zona sudeste. Seu pai (falecido em 1986) era dono de uma taverna antes de trabalhar como motorista de ônibus para a Autoridade de Trânsito de Chicago. Jerome recebeu sua educação inicial na escola paroquial de Igreja de São Miguel Arcanjo antes de frequentar o Seminário Propedêutico Quigley South, onde se formou em 1967. Ele obteve o diploma de Bacharel em Artes no Saint Joseph College Seminary em 1971 e completou seus estudos teológicos no St. Mary of the Lake Seminary (em Mundelein, Illinois). Durante seus verões como seminarista, ele trabalhou em uma planta de sinterização de alto-forno nas usinas siderúrgicas dos EUA, perto de Chicago.

### Ordenação e ministério
Listecki foi ordenado presbítero pelo cardeal John Cody em 14 de maio de 1975.
Depois de estudar direito canônico e teologia moral em Roma, Listecki obteve a licenciatura e o doutorado em direito canônico pela Pontifícia Universidade de Santo Tomás de Aquino (Angelicum) em 1981 com uma dissertação intitulada Indissolubilidade e a Igreja Metodista Unida. Anteriormente, ele obteve o título de Doutor em Direito pela Universidade DePaul, tornando-o o titular dos diplomas utriusque juris como Doutor em Direito Canônico e Civil . Durante seu serviço à Arquidiocese de Chicago, ele ensinou no Seminário Preparatório Quigley do Norte (posteriormente Seminário Propedêutico Arcebispo Quigley) e no Seminário Santa Maria do Lago, atuou em várias paróquias de Chicago e, como pároco da Igreja de Santo Inácio, dentro da Chancelaria Arquidiocesana como Juiz de Apelação para o Tribunal Matrimonial e separadamente como consultor jurídico interno para a Arquidiocese de Chicago de 1985 a 1987, e serviu como capelão da Associação de Médicos Católicos de Chicago.
Sua experiência na mídia incluiu co-apresentar o programa "Catholic Conversation" da estação de rádio de Chicago WIND de 1978-79, sua participação regular como celebrante da WGN TV "Mass for Shut-ins", bem como serviço como produtor para vários outros programas de televisão.

### Bispo Auxiliar de Chicago
Em 7 de novembro de 2000, Listecki foi nomeado bispo auxiliar para a Arquidiocese de Chicago pelo Papa João Paulo II . Ele foi consagrado em 8 de janeiro de 2001.

### Bispo de La Crosse, Wisconsin
Em 29 de dezembro de 2004, Listecki foi nomeado bispo da Diocese de La Crosse, sucedendo a Dom Raymond Leo Burke, que se tornou arcebispo da Arquidiocese de St. Louis, Missouri, em St. Louis, Missouri. Em 1º de março de 2005, foi empossado.
Em La Crosse, ele iniciou uma campanha de arrecadação de fundos de $ 50 milhões, um processo de planejamento para reestruturar o ministério e as paróquias na diocese, e foi fundamental para o desenvolvimento do Santuário de Nossa Senhora de Guadalupe, um projeto iniciado por seu predecessor, o bispo Burke .

### Arcebispo de Milwaukee, Wisconsin
O bispo Listecki foi nomeado arcebispo de Milwaukee pelo Papa Bento XVI em 14 de novembro de 2009. Foi empossado em 4 de janeiro de 2010 pelo Núncio Apostólico nos Estados Unidos da América, Dom Pietro Sambi. Como arcebispo de Milwaukee, sede metropolitana da Província Eclesiástica de Milwaukee (todo o estado de Wisconsin), ele recebeu o pálio em 29 de junho de 2010, do Papa Bento XVI.
Listecki serviu como capelão da reserva do Exército dos Estados Unidos por 20 anos, aposentando-se como tenente-coronel.

## Crítica
A Rede de Sobreviventes de Abusados por Padres (SNAP) criticou o arcebispo Listecki em 6 de janeiro de 2010, por permitir os arcebispos aposentados Rembert Weakland de Milwaukee e Daniel Edward Pilarczyk de Cincinnati, implicados em casos de abuso sexual encobertos, a rezar a missa na Catedral de São João em Milwaukee. Em 12 de janeiro de 2010, durante uma audiência do Senado Estadual de Wisconsin sobre um projeto de lei para estender o estatuto de limitações para relatar abusos, apoiado pelo promotor distrital de Milwaukee, John T. Chisholm . O senador estadual Glenn Grothman juntou-se a essas críticas e também questionou Listecki sobre por que ele permitiu que Weakland, que havia sido acusado de mover padres abusivos, mantivesse seu título de arcebispo emérito de Milwaukee, além de manter o nome Weakland Center no centro pastoral na Catedral de São João. Listecki testemunhou contra o projeto, dizendo que isolaria as instituições católicas e levaria à falência a arquidiocese de Milwaukee.
Listecki foi criticado publicamente em fevereiro de 2010 por Jerry Matysik, o chefe de polícia de Eau Claire e do SNAP por supostamente enganar a legislatura do estado de Wisconsin sobre o procedimento de notificação de abusos da diocese de La Crosse ao depor contra a extensão do estatuto de limitações, afirmando: "O arcebispo Listecki parece mais mais interessado em proteger a organização do que em proteger as crianças ", e novamente em agosto de 2010 pelo SNAP por deixar de lado uma ação em uma reclamação de abuso devido à falta de evidências.
O arcebispo pediu desculpas às vítimas de abusos sexuais do clero em 30 de março de 2010, num comunicado que dizia que tanto os autores individuais, quanto os bispos que não conseguiram impedir o abuso, "vão contra tudo o que a Igreja e o sacerdócio representam". Ele creditou a bravura das "vítimas sobreviventes" que persistiram em trazer seus casos à luz e forçar a Igreja a mudar. "Devemos a essas vítimas / sobreviventes nossa profunda gratidão e reconhecemos que nossas próprias ações nem sempre expressaram essa gratidão de forma adequada." Ele defendeu o papel do Papa Bento XVI na questão:
[M]istakes were made in the Lawrence Murphy case. The mistakes were not made in Rome in 1996, 1997 and 1998. The mistakes were made here, in the Archdiocese of Milwaukee, in the 1970s, the 1980s and the 1990s, by the Church, by civil authorities, by Church officials, and by bishops. And for that, I beg your forgiveness in the name of the Church and in the name of this Archdiocese of Milwaukee.
Três anos depois, o New York Times comentou, 
It is disturbing that the current Milwaukee leader, Archbishop Jerome Listecki, said last week that the church underwent an "arc of understanding" across time to come to grips with the scandal – as if the statutory rapes of children were not always a glaring crime in the eyes of society as well as the church itself.
Listecki provavelmente estava se referindo à "curva de aprendizado" que os psiquiatras e o clero a quem aconselharam experimentaram quando ficou claro, por volta de 2002, que os pedófilos não costumavam se curar de suas tendências.